# 제리스베르크
제리스베르크(독일어: Seelisberg)는 스위스 우리주의 자치체이다.

## 역사
뤼틀리 초원은 전설에 따르면 구스위스 연방의 기초가 된 최초의 맹세 장소로 지자체의 영토에 위치해 있다.
1947년 이 지역에서 반유대주의에 반대하는 제리스베르크 회의가 개최되었다.
마하리시 마헤쉬 요기가 이끄는 초월명상 운동의 글로벌 본부는 1968년부터 1992년까지 제리스베르크의 개조된 호텔에 있었다.

## 지리

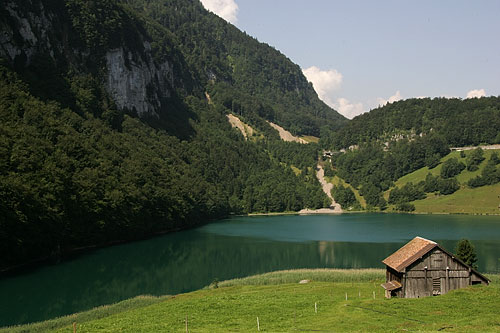
제리(글자그대로 "작은 호수" 또는 제리스베르크 호수, "제리스베르크"가 이름을 딴 호수

제리스베르크의 면적은 2006년 기준으로 13.3k㎡이다. 이 지역의 34.3%는 농업용으로 사용되며 48.7%는 산림이다. 나머지 토지 중 4%는 정착지(건물 또는 도로)이고 나머지(13.1%)는 비생산적(강, 빙하 또는 산)이다. 1993년 토지조사에서, 총 토지 면적의 43.5%는 숲이 우거진 반면 0.7%는 작은 나무와 관목으로 덮여 있다. 농경지 중 0.7%는 농경지나 목초지로, 23.6%는 과수원이나 덩굴 작물로, 10.0%는 고산 목초지로 사용된다. 정착지 중 2.0%는 건물로, 0.5%는 특별 개발로, 0.2%는 공원 및 녹지로, 1.3%는 교통 기반 시설로 지정된다. 비생산적인 지역 중 1.9%는 비생산적인 고인 물(연못 또는 호수), 0.2%는 비생산적인 흐르는 물(강), 5.7%는 초목이 자라기에 너무 바위가 많고, 5.3%는 기타 비생산적인 토지이다.

## 인구통계
제리스베르크의 인구(2020년 12월 31일 기준)는 688명이다. 2007년 기준으로 인구의 11.1%가 외국인으로 구성되어 있다. 지난 10년 동안 인구는 4.2%의 비율로 증가했다. 2000년 기준, 인구의 대부분은 독일어(97.1%)를 사용하며, 프랑스어는 두 번째로 많이 사용(0.8%)하고, 영어는 세 번째(0.5%)로 사용한다.2007년 기준으로 인구의 성별 분포는 남성 49.9%, 여성 50.1%였다.
2007년 연방 선거 에서 FDP 정당은 93.4%의 득표율을 얻었다.
제리스베르크에서는 인구의 약 67.8%(25-64세)가 비필수 고등교육 또는 추가 고등교육(대학 또는 응용학문대학)을 완료했다.
제리스베르크의 실업률은 0.88%이다. 2005년 기준으로 1차 경제 부문에 72명이 고용되어 있으며, 이 부문에 약 31개 기업이 참여하고 있다. 18명이 2차 부문에 고용되어 있고, 이 부문에 7개의 기업이 있다. 151명이 3차 부문에 고용되어 있으며, 이 부문에는 29개의 기업이 있다.
역사적 인구는 다음 표에 나와 있다.
| 년도 | 인구 |
| ---- | ---- |
| 1970 | 550  |
| 1980 | 533  |
| 1990 | 569  |
| 2000 | 592  |
| 2005 | 607  |
| 2007 | 639  |

## 교통
루체른호 해운의 정기 여객선은 지자체의 루체른 호숫가에 있는 트라이브 및 뤼틀리의 부두를 운행한다. 트라이브는 트라이브-제리스베르크 케이블카로 제리스베르크 중심과 연결되어 있다.